# Сарфаріруд
Сарфаріруд (перс. سرفريرود) — село в Ірані, у дегестані Блукат, у бахші Рахматабад-о-Блукат, шагрестані Рудбар остану Ґілян. За даними перепису 2006 року, його населення становило 24 особи, що проживали у складі 6 сімей.

## Клімат
Середня річна температура становить 13,53°C, середня максимальна – 27,57°C, а середня мінімальна – -1,16°C. Середня річна кількість опадів – 670 мм.
| Клімат поселення                              | Клімат поселення | Клімат поселення | Клімат поселення | Клімат поселення | Клімат поселення | Клімат поселення | Клімат поселення | Клімат поселення | Клімат поселення | Клімат поселення | Клімат поселення | Клімат поселення | Клімат поселення |
| Показник                                      | Січ.             | Лют.             | Бер.             | Квіт.            | Трав.            | Черв.            | Лип.             | Серп.            | Вер.             | Жовт.            | Лист.            | Груд.            |                  |
| Середній максимум, °C                         | 11,32            | 10,46            | 11,52            | 16,29            | 21,14            | 26,32            | 27,57            | 27,40            | 23,03            | 19,95            | 15,55            | 11,49            |                  |
| Середня температура, °C                       | 5,51             | 4,64             | 5,72             | 10,48            | 15,33            | 20,50            | 23,43            | 23,26            | 18,90            | 15,81            | 11,40            | 7,35             |                  |
| Середній мінімум, °C                          | −0,31            | −1,16            | −0,09            | 4,67             | 9,53             | 14,69            | 19,28            | 19,12            | 14,74            | 11,66            | 7,26             | 3,21             |                  |
| Норма опадів, мм                              | 60               | 53               | 75               | 60               | 37               | 20               | 20               | 28               | 55               | 86               | 85               | 91               |                  |
| Середньомісячна швидкість вітру, м/с          | 2.16             | 2.57             | 2.49             | 2.56             | 2.25             | 2.15             | 2.44             | 2.16             | 1.92             | 2.00             | 2.04             | 2.13             |                  |
| Середньомісячна сонячна радіація, кДж/м²·день | 7319             | 9585             | 11688            | 16000            | 19848            | 22064            | 22718            | 19393            | 16072            | 11430            | 8995             | 7022             |                  |
| --------------------------------------------- | ---------------- | ---------------- | ---------------- | ---------------- | ---------------- | ---------------- | ---------------- | ---------------- | ---------------- | ---------------- | ---------------- | ---------------- | ---------------- |
| Джерело:                                      |                  |                  |                  |                  |                  |                  |                  |                  |                  |                  |                  |                  |                  |